# Angostura (Sinaloa)
Angostura is een plaats in de Mexicaanse deelstaat Sinaloa. Angostura heeft 4.279 inwoners (census 2005) en is de hoofdplaats van de gemeente Angostura.